# Tillinge pastorat
Tillinge pastorat var ett pastorat inom Svenska kyrkan i Enköpings kontrakt av Uppsala stift.  Pastoratet låg i Enköpings kommun i Uppsala län. Pastoratet uppgick 2014 i Enköpings pastorat.
Pastoratskod var 010704.

## Administrativ historik
Pastoratet var före 1937 ett pastorat med Svinnegarns församling för att därefter till 1962 utgöra ett eget pastorat för Tillinge församling. Från 1962 till 2006 omfattade pastoratet församlingarna Tillinge, Svinnegarn, Enköpings-Näs, Teda, Sparrsätra och Bred. År 2006 skede sammanslagningar och pastoratet omfattade därefter till 2010 församlingarna Tillinge, Södra Åsunda och Sparrsätra-Bred. År 2010 slogs så Tillinge och Södra Åsunda församlingar ihop och från dess till 2014 bestod pastoratet av två församlingar.  2014 uppgick pastoratet i Enköpings pastorat.

## Ingående församlingar
- Tillinge och Södra Åsunda församling
- Sparrsätra-Breds församling